# CD9
La glicoproteina CD9 è una proteina di membrana di 24 kDa presente su linfociti B precoci, attivati e su linfociti T attivati, oltre che su piastrine, eosinofili, basofili.
L'antigene è un modulatore dell'adesione e della migrazione cellulare, mentre sulle piastrine, che non sono capaci del secondo meccanismo, ha funzione di attivatore.
Si chiama anche MRP-1 o p24